# فرودگاه بین‌المللی خارطوم
فرودگاه بین‌المللی خارطوم (به انگلیسی: Khartoum International Airport) یک فرودگاه نظامی و غیرنظامی بود که در ۱۵ آوریل ۲۰۲۳ طی نبرد خارطوم بسته شد. این فرودگاه، یک باند فرود آسفالت دارد و طول باند آن ۲۹۸۰ متر است. این فرودگاه در شهر خارطوم کشور سودان قرار دارد و در ارتفاع ۳۸۶ متری از سطح دریا واقع شده است.

## شرکت‌های هواپیمایی و مقصدهای پروازی

### مسافری
| شرکت‌های هواپیمایی | مقصدهای پروازی |
| ----------------- | --- |
| افریقیه ایرویز    | میتیگا |
| ایر عربیا         | شارجه |
| Badr Airlines     | قاهره، الفاشر، جنینه، ملک عبدالعزیز، جوبا، نیالا، پورت سودان                                                                                |
| Buffalo Airways   | نیالا، پورت سودان، قاهره، جنینه، ملک عبدالعزیز، الفاشر، جوبا                                                                                |
| هواپیمایی مصر     | قاهره |
| هواپیمایی امارات  | دوبی |
| هواپیمایی اتیوپی  | بوول |
| اریترین ایرلاینز  | اسمره، قاهره |
| هواپیمایی اتحاد   | ابوظبی |
| FlyDamas          | دمشق |
| فلای‌دبی           | دوبی |
| فلای‌ناس           | ملک فهد، ملک عبدالعزیز، شاهزاده محمد بن عبدالعزیز، ملک خالد                                                                                 |
| گلف ایر           | بحرین |
| کنیا ایرویز       | جومو کنیاتا |
| نووا ایرویز       | الفاشر، ملک عبدالعزیز، جوبا، نیالا، پورت سودان                                                                                              |
| هواپیمایی قطر     | حمد |
| الملکیه الاردنیه  | ملکه علیا |
| هواپیمایی سعودی   | ملک عبدالعزیز، شاهزاده محمد بن عبدالعزیز، ملک خالد                                                                                          |
| سودان ایرویز      | ابوظبی، بوول، اسمره، قاهره، Ed Daein، الفاشر، ال اووبید، جنینه، ملک عبدالعزیز، جوبا، مالام آمینو کانو، انجامنا، نیالا، پورت سودان، ملک خالد |
| سان ایر           | ملک عبدالعزیز، ملک خالد |
| هواپیمایی سوریه   | دمشق |
| Tarco Airlines    | ملکه علیا، قاهره، جنینه، ملک عبدالعزیز، جوبا، انجامنا، نیالا، پورت سودان، ملک خالد                                                          |
| ترکیش ایرلاینز    | آتاترک |

### باری
| شرکت‌های هواپیمایی | مقصدهای پروازی      |
| ----------------- | ------------------- |
| EgyptAir Cargo    | قاهره، جومو کنیاتا  |
| امارات اسکای‌کارگو | آل مکتوم            |
| هواپیمایی اتیوپی  | بوول، لیژ           |
| هواپیمایی اتحاد   | ابوظبی              |
| هواپیمایی قطر     | حمد                 |
| هواپیمایی سعودی   | ملک عبدالعزیز       |
| ترکیش ایرلاینز    | آتاترک، جومو کنیاتا |